# تل سيلك
تل سيلك، هو اسم الحضارة الإيرانية المركزية الأولى في كاشان. يبلغ عمر موقع سيلك القديم، الذي يقع في منطقة فين في كاشان، حوالي سبعة آلاف وخمسمائة عام. هذا التل هو في الواقع أطلال زقورة إيران القديمة.
"منذ ما يقرب من سبعة آلاف وخمسمائة عام، تحول سكان الكهوف في الهضبة الإيرانية إلى السهول بعد التغيرات المناخية وتشكيل الحقول والمروج، وبدأوا حياة جديدة في حضارتهم. تم إحراز المزيد من التقدم في العصور السابقة. "كان كبار السن في السهول هم سكان منطقة سيالك بالقرب من كاشان، حيث وجدوا آثارًا على حياتهم".
يقع موقع سيلك القديم على الجانب الجنوبي الغربي من كاشان، على الجانب الأيمن من طريق كاشان-فين، ويتكون من تلالين، الشمال والجنوب، اللذان يفصل بينهما 600 متر، ومقبرتان.
يبلغ عمر إحدى المقابر، التي تسمى مقبرة ألف، 3500 عام وتقع على بعد 200 متر جنوب تل الجنوبية، التي تحتوي اليوم على شارع بطول 24 متر يسمى شارع أمير المؤمنين. مقبرة أخرى، تسمى مقبرة B ، عمرها 3000 سنة وتقع تحت الحدائق والأراضي الزراعية غرب التلال.
التنقیبات الأثریة التي بدأت قبل 70 سنة کشفت أنّ تاریخ هذه المدینة كاشان العریقة یعود إلی العصر الحجری الحدیث، ومن أجمل مصادیقها تل «قبرستان» في شمالي المدینة وتل «سیلک». أثبت «کریشمان» سنة 1316هـ.ش بعد ما أنجز من التنقیبات فی أتلال سیلک أنّ أول معالم الحیاة فی هذه المدینة یعود إلی الألف الخامس قبل المیلاد، حیث وقع تطور ملحوظ فی حیاة أهالی سیلک کالتطور فی فن الخزفیة، تزیینها بالرسوم والخطوط الحیوانیة، ظهور الخط فی متوسط الألف الرابع قبل المیلاد، بناء مدینة مستحکمة بالجدار وإنشاء المعبد.
یبدو أنّ حکومة آشور طوت طومار حضارة سیلک وأفل نجم هذه الحضارة لفترة إلّا أنّ المعالم والأتلال الأثریة المتعددة للعصور اللاحقة تشیر إلی العمران والإزدهار فی الأماکن المختلفة فی هذه المنطقة بعد فترة الخراب والدّمار.

## خلفية
تل سيلك هو في الواقع أنقاض أقدم زقورة في العالم ومكان للعبادة لشعب إيران القديم، المصنوع من الطين والفخار. لم يتم تحديد هذا المجمع التاريخي حتى عام 1310 م وكان معروفًا بين أهل كاشان على أنه المدينة الملعونة.
بعد نقل عدد من الأعمال إلى متحف اللوفر في فرنسا، أدرك خبراء المتحف أن الأعمال تأخرت كثيرًا، وتم إرسال رومان جيرشمن (رومن گیرشمن) إلى إيران، وبمساعدة الفرنسي أندريه جودار، الذي كان مديرًا للمتحف الوطني الإيراني، واصل استكشافه.
سيلك هو واحد من أهم المواقع الأثرية في الهضبة الإيرانية، حيث تم تشكيل حوالي سبعة آلاف وخمسمائة سنة قبل الميلاد، وهي واحدة من أقدم المستوطنات في الهضبة الوسطى في إيران.

## الاستكشافات

### الحفريات المبكرة
قام المجلس الأثري برئاسة رومن غيرشمن بحفر ثلاثة مواسم في عام 1933م و1934م و1937م في كل من سيلك هيل ومقبرتين قريبتين. نُشرت في باريس وتُرجمت فيما بعد إلى الفارسية من قبل منشورات التراث الثقافي الإيراني.

### استكشافات جديدة
في عام 2001م، تم إرسال الدكتور صادق ملك شهرزادي إلى المنطقة من قبل منظمة التراث الثقافي الإيراني للاستكشاف. خلال 5 مواسم من الاستكشاف استمرت حتى عام 2006م، حققت مجموعة الاستكشاف نتائج جديدة، نشروها في المجلدات التالية.

### حرير زقورة (نتائج التنقيب في الموسم الأول)
- الخزافون سيلك
- الصانعون سيلك
- الصیادون سيلك

خلال حفريات هذه المجموعة، تم اكتشاف ضريح الحرير، الذي يسمى الزقورات باللغة الأكادية، لكن رومن غيرشمن (مكتشف الزقورات جغا زنبيل) لم يتمكن من العثور على هذا الضريح.

## معرض الصور

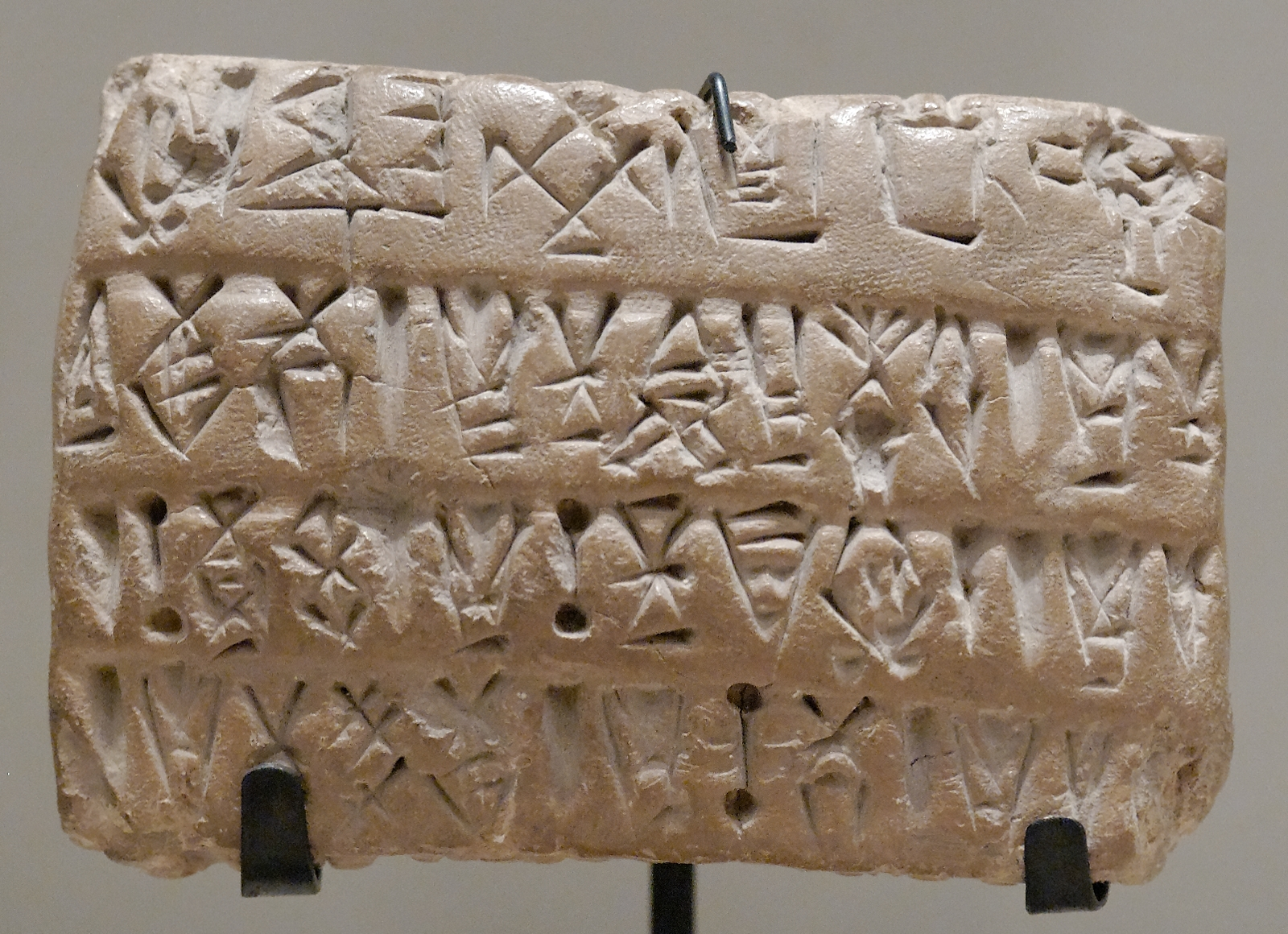
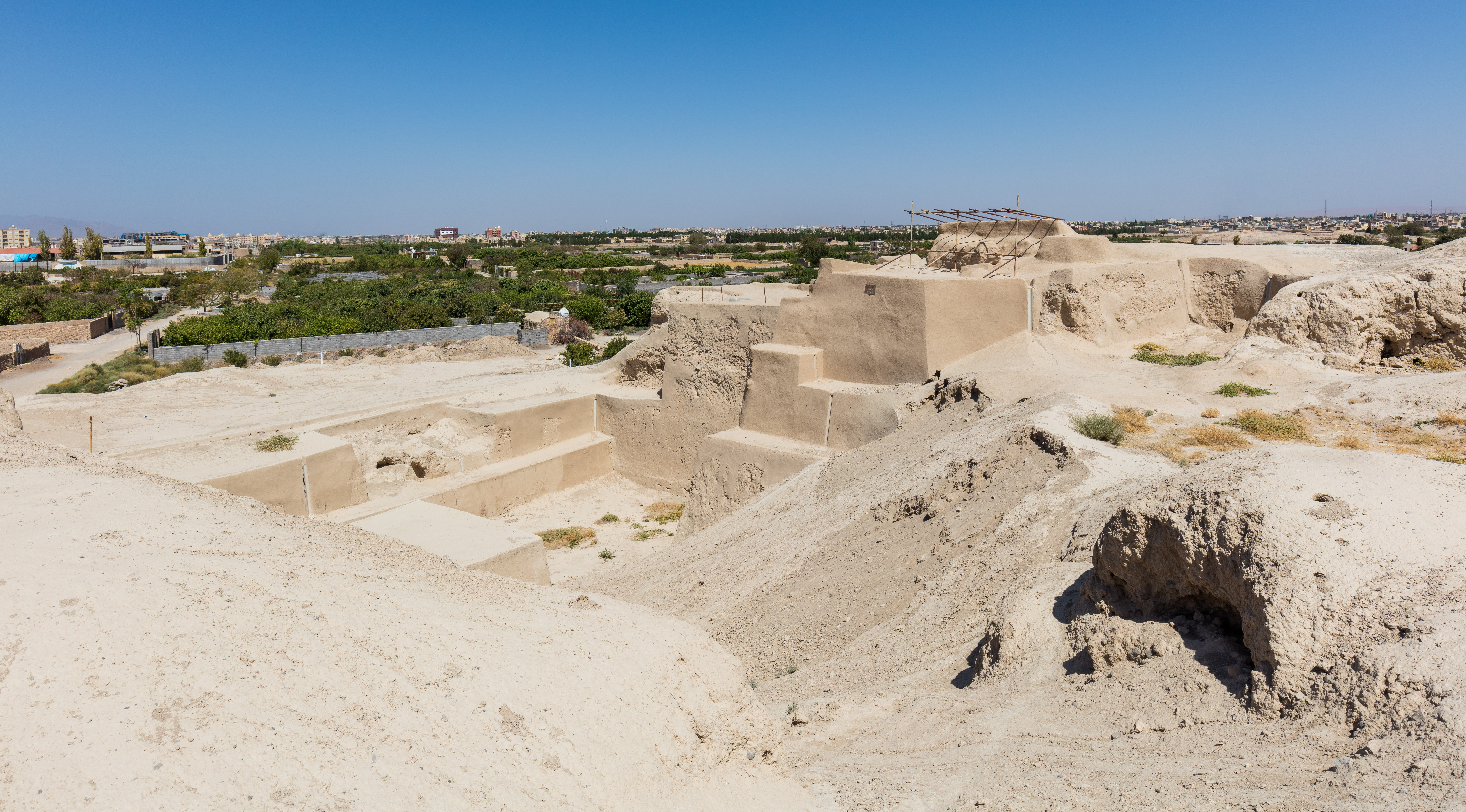
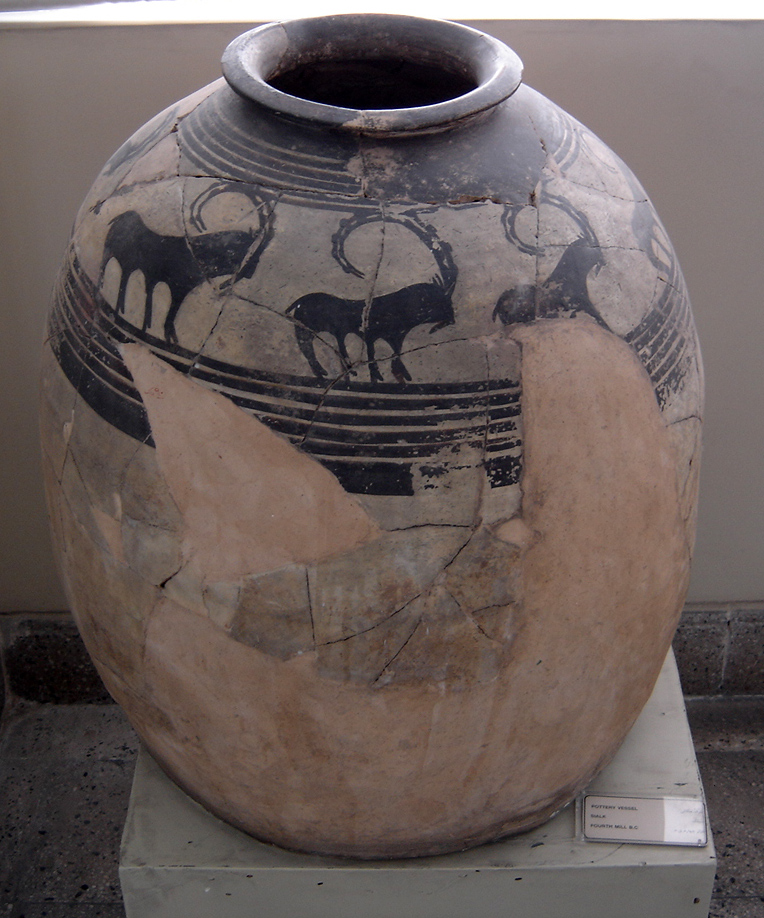